# Лютий 2009
Лютий 2009 — другий місяць 2009 року, що розпочався у неділю 1 лютого та закінчився у суботу 28 лютого.

## Події
- 1 лютого — інтронізація новообраного Патріарха Московського і всієї Русі Кирила.
- 4 лютого — катастрофа літака Douglas DC-3 в пустелі Мохаве.
- 8 лютого — Парламентські вибори у Ліхтенштейні.
- 10 лютого:
  - В Ізраїлі пройшли позачергові вибори до Кнесету.
  - Зіткнення двох штучних супутників — Космос-2251 і Iridium 33.
- 15 лютого — оголошення переможців Берлінського кінофестивалю.
- 22 лютого — у Голлівуді відбулася церемонія вручення кінопремії «Оскар» за 2008 рік. Найкращим фільмом року визнаний «Мільйонер із нетрів».
- 25 лютого — катастрофа Боїнгу 737 в Амстердамі.
- 27 лютого — оголошення переможців кінопремії «Сезар».